# August von Dohna-Lauck
August von Dohna-Lauck (* 28. März 1728 in Reichertswalde; † 4. Januar 1796 in Wesel) war ein preußischer Generalmajor und Chef des Infanterieregiments Nr. 44.

## Leben
Seine Eltern waren der holländische Hauptmann Adolf Christoph von Dohna (* 4. Juli 1683; † 13. September 1736), Sohn von Christoph Friedrich zu Dohna-Lauck, und dessen Ehefrau Freda-Marie von Dohna-Schlodien (* 31. Dezember 1695; † 30. Juni 1772), Tochter von Christoph I. zu Dohna-Schlodien.
Dohna wurde am 22. April 1744 Fähnrich im Infanterieregiment „zu Dohna-Carwinden“. Am 7. März 1751 stieg er zum Sekondeleutnant auf und am 6. Oktober 1756 wurde er Premierleutnant. Während des Siebenjährigen Krieges kämpfte Dohna bei Meißen und Strehlen, ferner nahm an den Belagerungen von Dresden, Wittenberg und der Schlacht bei Freiberg teil. In der Zeit wurde er am 13. April 1760 Kapitän und Kompaniechef. Nach dem Krieg am 4. April 1774 zum Major befördert, nahm er als solcher am Bayerischen Erbfolgekrieg teil. Am 11. Juni 1783 wurde er Oberstleutnant und am 10. März 1783 Regimentskommandeur. Daran schloss sich am 6. März 1786 seine Beförderung zum Oberst sowie am 31. August 1791 die Ernennung zum Regimentschef an. Dohnas Ernennung zum Generalmajor erfolgte am 20. Mai 1792 mit Patent vom 21. Mai 1792. Er starb bereits am 4. Januar 1796 in Wesel.

## Familie
Dohna heiratet am 20. März 1776 in Wesel Sophie Friederike von Budberg (* 10. September 1752; † 19. März 1796), Tochter des Generalmajors Alexander von Budberg. Aus der Ehe ging die Tochter Eleonore (* 1. April 1777; † 7. April 1855) hervor, die sich mit dem späteren preußischen General der Infanterie Moritz von Schoeler (1771–1855) verheiratete.
Heinrich zu Dohna-Wundlacken war ein Neffe von August von Dohna-Lauck (der einzige das Erwachsenenalter erreichende Sohn von dessen nächstjüngerem Bruder Ludwig).